# (35175) 1993 TJ21
(35175) 1993 TJ21 là một tiểu hành tinh vành đai chính. Nó được phát hiện bởi Henry E. Holt ở Đài thiên văn Palomar ở Quận San Diego, California, ngày 10 tháng 10 năm 1993.